# Frank De Bleeckere
Frank De Bleeckere (Oudenaarde, 1 juli 1966) is een gewezen Belgische voetbalscheidsrechter die van 1994 tot 2011 in de Jupiler League en de Nederlandse Eredivisie floot. Zijn beroep is vertegenwoordiger. Hij leidde zijn laatste internationale wedstrijd op 12 november 2011, de vriendschappelijke interland tussen Engeland en wereldkampioen Spanje in het Wembley Stadium in Londen. Zijn laatste wedstrijd in België vond plaats op 17 december 2011, de competitiewedstrijd tussen SV Zulte Waregem en RAEC Mons in het Regenboogstadion in Waregem.

## Carrière

### Scheidsrechter
De Bleeckere volgde in 1984 zijn scheidsrechterscursus en sinds 1994 fluit hij in de Eerste klasse van het Belgisch voetbal. Sinds 1998 fluit hij ook op internationaal niveau. In zowel 2004/05 als 2005/06 floot hij één wedstrijd in de Nederlandse Eredivisie. Verder was hij actief in EK- en WK-kwalificatiewedstrijden en in de UEFA Cup en de Champions League.
De Bleeckere was een van de 21 scheidsrechters op het WK in 2006 in Duitsland. Hij leidde de groepswedstrijden Argentinië-Ivoorkust, Japan-Kroatië, het achtstefinaleduel Engeland-Ecuador en de kwartfinalewedstrijd Italië-Oekraïne. Hij werd bijgestaan door de assistent-scheidsrechters Peter Hermans en Walter Vromans.
Tijdens het EK in 2004 was De Bleeckere nog vierde official.
Op het EK in 2008 was hij een van de 12 scheidsrechters. Hij leidde de groepswedstrijden Kroatië-Duitsland en Rusland-Zweden. De Bleeckere floot op 26 juni tevens de halve finale tussen Rusland en Spanje met de hulp van de lijnrechters Peter Hermans en Alex Verstraeten. De Bleeckere zei in dit verband nog: "Samen met de kwartfinale op het WK 2006 is dit het grootste moment uit mijn carrière. Ik zal mijn seizoen kunnen beëindigen met een halve finale op een EK".
De Bleeckere was de eerste Belg sinds Marcel Van Langenhove in 1990 die op een WK floot. Sepp Blatter, voorzitter van de FIFA, noemt De Bleeckere een van de beste scheidsrechters ter wereld.
Begin 2009 werd De Bleeckere benoemd tot derde beste scheidsrechter ter wereld. Dit is zeker te danken aan de prestaties van zijn team op het EK 2008 maar ook voor de prestaties tijdens CL wedstrijden.
In augustus 2009 volgde voor De Bleeckere een nieuw hoogtepunt in zijn carrière. Hij werd aangeduid om de Europese Supercup tussen FC Barcelona en FC Sjachtar Donetsk te leiden. Later dat jaar floot hij zowel de openingswedstrijd als de finale van het wereldkampioenschap onder 20 jaar in Egypte.
De scheidsrechter werd ook aangeduid voor het Wereldkampioenschap voetbal 2010 in Zuid-Afrika van 11 juni tot 11 juli 2010. Peter Hermans en Walter Vromans zullen hem als assistenten bijstaan.
De Bleeckere was de eerste Belg die de Nederlandse Klassieker tussen Feyenoord en Ajax leidde in de eredivisie.
Tijdens het Gala van de Gouden Schoen ontving hij de “Lifetime Achievement Award” voor de prestaties gedurende zijn loopbaan. Hij was toen de 4de beste scheidsrechter ter wereld.
Volgens de website Worldreferee.com is Frank De Bleeckere zelfs de beste internationale scheidsrechter aller tijden. De Belgische scheidsrechter gaat in de lijst Howard Webb en Jorge Larrionda vooraf.

### Opleider
Na zijn carrière als scheidsrechter, in augustus 2013, ging De Bleeckere bij de Koninklijke Belgische Voetbalbond aan de slag als "Talent & Elite Referee Manager", een functie waarin hij scheidsrechters opleidde en begeleidde. In juli 2015 besloot de voetbalbond zijn contract niet te verlengen om financiële redenen.
Hij werd daarna bij het Belgische scheidsrechtersdepartement adjunct van technisch directeur Bertrand Layec.
In 2019 werd hij lid van het UEFA Referee Development Panel.

## Statistieken
| evenement                           | wed | Kreeg geel | Kreeg voor de tweede keer geel en dus rood | Weggestuurd |
| ----------------------------------- | --- | ---------- | ------------------------------------------ | ----------- |
| Vriendschappelijk                   | 1   | 2          | 0                                          | 0           |
| UEFA Cup                            | 3   | 8          | 0                                          | 0           |
| UEFA Champions League               | 21  | 57         | 0                                          | 0           |
| UEFA EK kwalificatie 2004           | 3   | 12         | 0                                          | 0           |
| UEFA WK kwalificatie 2006           | 5   | 25         | 1                                          | 0           |
| Wereldkampioenschap voetbal 2006    | 4   | 19         | 0                                          | 0           |
| Europees kampioenschap voetbal 2008 | 3   | 12         | 0                                          | 1           |
| Wereldkampioenschap voetbal 2010    | 3   | 15         | 1                                          | 0           |
| Totaal                              | 43  | 150        | 2                                          | 1           |

* Bijgewerkt tot 22 november 2006 + alle wedstrijden EK 2008 en alle wedstrijden van het WK 2010.

## Trivia
- In 2011 had hij een cameo in F.C. De Kampioenen. Ook had hij een cameo in 2013 in de eerste film van F.C. De Kampioenen, F.C. De Kampioenen: Kampioen zijn blijft plezant en in de 3de film, F.C. De Kampioenen 3: Forever.